# Alloxysta melanogaster
Alloxysta melanogaster är en stekelart som först beskrevs av Hartig 1840.  Alloxysta melanogaster ingår i släktet Dilyta, och familjen glattsteklar. Arten är reproducerande i Sverige.